# Abiodun Obafemi
Abiodun Obafemi (* 25. Dezember 1973 in Lagos) ist ein ehemaliger nigerianischer Fußballspieler. 

## Fußballkarriere
Er spielt als Verteidiger. Die meiste Zeit seiner aktiven Karriere spielte er in Deutschland. Sein einziges Bundesligaspiel absolvierte er für Fortuna Düsseldorf. Er gehörte zur Mannschaft Nigerias, die bei den Olympischen Spielen 1996 die Goldmedaille gewann.

## Vereine
- 1992–1993: Stationery Stores
- 1993–1994: Fortuna Köln
- 1994–1995: Fortuna Düsseldorf
- 1995–1996: FC Toulouse (ausgeliehen)
- 1996–1997: Fortuna Düsseldorf
- 1997–2000: SSV Reutlingen
- 2000–2001: FC Augsburg